# Ray Wilson (anglický fotbalista)
Ramon "Ray" Wilson (17. prosinec 1934, Shirebrook – 15. května 2018) byl anglický fotbalista. Nastupoval především na postu krajního obránce.
S anglickou reprezentací vyhrál mistrovství světa roku 1966, na šampionátu odehrál všech šest utkání. Má též bronzovou medaili z mistrovství Evropy 1968. Zúčastnil se i mistrovství světa v Chile roku 1962. Celkem za národní tým odehrál 63 utkání.
S Evertonem získal anglický pohár (FA Cup), a to v sezóně 1965/66. V anglické nejvyšší soutěži dosáhl nejlepšího výsledku v sezóně 1968/69, kdy s Evertonem obsadil třetí příčku. První anglickou ligu hrál krom Evertonu ještě v Huddersfield Town (2 sezóny).